# Diamentowa gorączka
Diamentowa gorączka – amerykańska komedia kryminalna z 1972 roku na podstawie powieści Donalda Westlake’a.

## Główne role
- Robert Redford – John Dortmunder
- George Segal – Andy Kelp
- Ron Leibman – Stan Murch
- Paul Sand – Allan Greenberg
- Moses Gunn – Dr Amusa
- William Redfield – Porucznik Hoover
- Topo Swope – Sis
- Charlotte Rae – Ma Murch
- Graham Jarvis – Warden
- Zero Mostel – Abe Greenberg

## Fabuła
John Dortmunder wychodzi po 4 latach odsiadki. Na ulicy czeka jego szwagier Andy Kelp i prosi go o pomoc przy realizacji kolejnego skoku. John był inteligentnym i pomysłowym włamywaczem, ale prześladuje go pech. Kelp jednak wierzy w swoją szczęśliwą gwiazdę namawia Johna tak długo, aż ten się zgadza. Łupem ma być diament Brylant Sahary znajdujący się w muzeum w Brooklynie. Poza nimi w skład ekipy wchodzą: Stan Murch - kierowca i Allan Greenberg - specjalista od materiałów wybuchowych. Wszystko przebiega zgodnie z planem, aż do momentu schwytania jednego z członków grupy.

## Nagrody i nominacje
Oscary za rok 1972
- Najlepszy montaż - Fred W. Berger, Frank P. Keller (nominacja)